# بلیکوویچی
بلیکوویچی (به لاتین: Beljkovići) یک منطقهٔ مسکونی در مونته‌نگرو است که در شهرداری پلیفلیا واقع شده‌است. بلیکوویچی ۱۰ نفر جمعیت دارد.